# Amanda (filme)
Amanda (bra: Amanda) é um filme dirigido por Mikhaël Hers lançado no Festival de Veneza 2018. O filme passa no contexto de um ataque pós-terrorista, e é centrado no trabalho de luto dos sobreviventes. No Brasil, foi apresentado pela Imovision na Mostra Internacional de Cinema de São Paulo 2018 e lançado nos cinemas no ano seguinte.

## Elenco
- Vincent Lacoste - David
- Stacy Martin - Léna
- Isaure Multrier - Amanda
- Ophélia Kolb - Sandrine
- Marianne Basler - Maud
- Jonathan Cohen - Axel
- Greta Scacchi - Alison

## Recepção
Na França, o filme tem uma média de 4/5 no Allociné a partir de 3 resenhas da imprensa. No agregador de críticas Rotten Tomatoes, que categoriza as opiniões apenas como positivas ou negativas, o filme tem um índice de aprovação de 96% calculado com base em 28 comentários dos críticos que é seguido do consenso: "Amanda vasculha os destroços da tragédia humana com um olhar poderoso e silencioso para lidar com a dor." Já no agregador Metacritic, com base em 7 opiniões de críticos que escrevem para a imprensa tradicional, o filme tem uma média ponderada de 63 entre 100, com a indicação de "revisões geralmente favoráveis".